# Rugemont Castle
Rugemont Castle ist eine abgegangene Burg im Dorf Ridgmont in der englischen Verwaltungseinheit Central Bedfordshire.
Man weiß nicht sehr viel über diese Burg, da sie erst im 12. Jahrhundert erwähnt wird. Man denkt, es handelte sich um eine hölzerne Burg, die Festung der Familie Wahull und später der Familie De Grey. 1276 schrieb man von Walter Beywin, dass er „sieben Selions [Streifen Landes] oberhalb von Rugemont“ besäße.
Die Burg scheint mit dem Brogborough Manor verbunden gewesen zu sein, wo Oliver Cromwell im englischen Bürgerkrieg kurze Zeit weilte und von seinen Gräben Gebrauch machte.
An der Stelle, an der man Rugemont Castle vermutet, finden sich heute die Überreste von Erdwerken eines Ringwerks aus dem Frühmittelalter. Der größte Teil des Geländes wurde im 19. Jahrhundert beim Bau des Round House zerstört. Heute gilt es als Scheduled Monument.